# J̌
J̌, ǰ — літера розширеного латинського алфавіту, утворена буквою J з додаванням гачека, що зазвичай позначає дзвінкий заясенний африкат /d͡ʒ/.